# Liste der Kulturdenkmale in Berlin-Marzahn

Lage von Marzahn in Berlin

In der Liste der Kulturdenkmale von Marzahn sind die Kulturdenkmale des Berliner Ortsteils Marzahn im Bezirk Marzahn-Hellersdorf aufgeführt.

## Denkmalbereiche (Ensembles)
| Nr.      | Lage | Offizielle Bezeichnung | Bestandteile / Beschreibung | Bild |
| -------- | --- | --- | --- | --- |
| 09080484 | Alt-Marzahn 16–16C, 18–32, 35, 38–58, 62–64A, 66–70 Blenheimstraße 65/67 Rebhuhnweg 11/13, 25/29, 33 (Lage) | Ortskern mit Dorfanger und äußeren Grünflächen (zwischen Allee der Kosmonauten, Blenheimstraße, Landsberger Allee, Rebhuhnweg) Baudenkmale siehe: Alt-Marzahn 21; 22; 24; 26; 27; 30A; 31; 32; 35; 42; 45; 49; 51; 53; 57; 61; 62; 63; 66; Dorfkirche; Kriegerdenkmal | Weitere Bestandteile des Ensembles: | Weitere Bestandteile des Ensembles: |
| 09080484 | Alt-Marzahn 16–16C, 18–32, 35, 38–58, 62–64A, 66–70 Blenheimstraße 65/67 Rebhuhnweg 11/13, 25/29, 33 (Lage) | Ortskern mit Dorfanger und äußeren Grünflächen (zwischen Allee der Kosmonauten, Blenheimstraße, Landsberger Allee, Rebhuhnweg) Baudenkmale siehe: Alt-Marzahn 21; 22; 24; 26; 27; 30A; 31; 32; 35; 42; 45; 49; 51; 53; 57; 61; 62; 63; 66; Dorfkirche; Kriegerdenkmal | 09080487 – Alt-Marzahn 18, Wohnhaus, um 1860 | |
| 09080484 | Alt-Marzahn 16–16C, 18–32, 35, 38–58, 62–64A, 66–70 Blenheimstraße 65/67 Rebhuhnweg 11/13, 25/29, 33 (Lage) | Ortskern mit Dorfanger und äußeren Grünflächen (zwischen Allee der Kosmonauten, Blenheimstraße, Landsberger Allee, Rebhuhnweg) Baudenkmale siehe: Alt-Marzahn 21; 22; 24; 26; 27; 30A; 31; 32; 35; 42; 45; 49; 51; 53; 57; 61; 62; 63; 66; Dorfkirche; Kriegerdenkmal | westlicher Stall | |
| 09080484 | Alt-Marzahn 16–16C, 18–32, 35, 38–58, 62–64A, 66–70 Blenheimstraße 65/67 Rebhuhnweg 11/13, 25/29, 33 (Lage) | Ortskern mit Dorfanger und äußeren Grünflächen (zwischen Allee der Kosmonauten, Blenheimstraße, Landsberger Allee, Rebhuhnweg) Baudenkmale siehe: Alt-Marzahn 21; 22; 24; 26; 27; 30A; 31; 32; 35; 42; 45; 49; 51; 53; 57; 61; 62; 63; 66; Dorfkirche; Kriegerdenkmal | 09080490 – Alt-Marzahn 22, Wohnhaus | |
| 09080484 | Alt-Marzahn 16–16C, 18–32, 35, 38–58, 62–64A, 66–70 Blenheimstraße 65/67 Rebhuhnweg 11/13, 25/29, 33 (Lage) | Ortskern mit Dorfanger und äußeren Grünflächen (zwischen Allee der Kosmonauten, Blenheimstraße, Landsberger Allee, Rebhuhnweg) Baudenkmale siehe: Alt-Marzahn 21; 22; 24; 26; 27; 30A; 31; 32; 35; 42; 45; 49; 51; 53; 57; 61; 62; 63; 66; Dorfkirche; Kriegerdenkmal | 09080491 – Alt-Marzahn 23, Wohnhaus, 1833 von Rückert, Umbau um 1985                                                                                  | |
| 09080484 | Alt-Marzahn 16–16C, 18–32, 35, 38–58, 62–64A, 66–70 Blenheimstraße 65/67 Rebhuhnweg 11/13, 25/29, 33 (Lage) | Ortskern mit Dorfanger und äußeren Grünflächen (zwischen Allee der Kosmonauten, Blenheimstraße, Landsberger Allee, Rebhuhnweg) Baudenkmale siehe: Alt-Marzahn 21; 22; 24; 26; 27; 30A; 31; 32; 35; 42; 45; 49; 51; 53; 57; 61; 62; 63; 66; Dorfkirche; Kriegerdenkmal | Quer- und Seitengebäude | |
| 09080484 | Alt-Marzahn 16–16C, 18–32, 35, 38–58, 62–64A, 66–70 Blenheimstraße 65/67 Rebhuhnweg 11/13, 25/29, 33 (Lage) | Ortskern mit Dorfanger und äußeren Grünflächen (zwischen Allee der Kosmonauten, Blenheimstraße, Landsberger Allee, Rebhuhnweg) Baudenkmale siehe: Alt-Marzahn 21; 22; 24; 26; 27; 30A; 31; 32; 35; 42; 45; 49; 51; 53; 57; 61; 62; 63; 66; Dorfkirche; Kriegerdenkmal | 09080493 – Alt-Marzahn 25, Wohnhaus, 1867, Umbau um 1985                                                                                              | |
| 09080484 | Alt-Marzahn 16–16C, 18–32, 35, 38–58, 62–64A, 66–70 Blenheimstraße 65/67 Rebhuhnweg 11/13, 25/29, 33 (Lage) | Ortskern mit Dorfanger und äußeren Grünflächen (zwischen Allee der Kosmonauten, Blenheimstraße, Landsberger Allee, Rebhuhnweg) Baudenkmale siehe: Alt-Marzahn 21; 22; 24; 26; 27; 30A; 31; 32; 35; 42; 45; 49; 51; 53; 57; 61; 62; 63; 66; Dorfkirche; Kriegerdenkmal | Quer- und Seitengebäud | |
| 09080484 | Alt-Marzahn 16–16C, 18–32, 35, 38–58, 62–64A, 66–70 Blenheimstraße 65/67 Rebhuhnweg 11/13, 25/29, 33 (Lage) | Ortskern mit Dorfanger und äußeren Grünflächen (zwischen Allee der Kosmonauten, Blenheimstraße, Landsberger Allee, Rebhuhnweg) Baudenkmale siehe: Alt-Marzahn 21; 22; 24; 26; 27; 30A; 31; 32; 35; 42; 45; 49; 51; 53; 57; 61; 62; 63; 66; Dorfkirche; Kriegerdenkmal | 09080496 – Alt-Marzahn 28/30, Doppelwohnhaus, um 1830, Umbau 1982                                                                                     | |
| 09080484 | Alt-Marzahn 16–16C, 18–32, 35, 38–58, 62–64A, 66–70 Blenheimstraße 65/67 Rebhuhnweg 11/13, 25/29, 33 (Lage) | Ortskern mit Dorfanger und äußeren Grünflächen (zwischen Allee der Kosmonauten, Blenheimstraße, Landsberger Allee, Rebhuhnweg) Baudenkmale siehe: Alt-Marzahn 21; 22; 24; 26; 27; 30A; 31; 32; 35; 42; 45; 49; 51; 53; 57; 61; 62; 63; 66; Dorfkirche; Kriegerdenkmal | Stallungen | |
| 09080484 | Alt-Marzahn 16–16C, 18–32, 35, 38–58, 62–64A, 66–70 Blenheimstraße 65/67 Rebhuhnweg 11/13, 25/29, 33 (Lage) | Ortskern mit Dorfanger und äußeren Grünflächen (zwischen Allee der Kosmonauten, Blenheimstraße, Landsberger Allee, Rebhuhnweg) Baudenkmale siehe: Alt-Marzahn 21; 22; 24; 26; 27; 30A; 31; 32; 35; 42; 45; 49; 51; 53; 57; 61; 62; 63; 66; Dorfkirche; Kriegerdenkmal | 09080501 – Alt-Marzahn 38, Wohnhaus | |
| 09080484 | Alt-Marzahn 16–16C, 18–32, 35, 38–58, 62–64A, 66–70 Blenheimstraße 65/67 Rebhuhnweg 11/13, 25/29, 33 (Lage) | Ortskern mit Dorfanger und äußeren Grünflächen (zwischen Allee der Kosmonauten, Blenheimstraße, Landsberger Allee, Rebhuhnweg) Baudenkmale siehe: Alt-Marzahn 21; 22; 24; 26; 27; 30A; 31; 32; 35; 42; 45; 49; 51; 53; 57; 61; 62; 63; 66; Dorfkirche; Kriegerdenkmal | 09080502 – Alt-Marzahn 39, Wohnhaus, um 1870, Wiederherstellung, um 1985                                                                              | |
| 09080484 | Alt-Marzahn 16–16C, 18–32, 35, 38–58, 62–64A, 66–70 Blenheimstraße 65/67 Rebhuhnweg 11/13, 25/29, 33 (Lage) | Ortskern mit Dorfanger und äußeren Grünflächen (zwischen Allee der Kosmonauten, Blenheimstraße, Landsberger Allee, Rebhuhnweg) Baudenkmale siehe: Alt-Marzahn 21; 22; 24; 26; 27; 30A; 31; 32; 35; 42; 45; 49; 51; 53; 57; 61; 62; 63; 66; Dorfkirche; Kriegerdenkmal | Wirtschaftsgebäude | |
| 09080484 | Alt-Marzahn 16–16C, 18–32, 35, 38–58, 62–64A, 66–70 Blenheimstraße 65/67 Rebhuhnweg 11/13, 25/29, 33 (Lage) | Ortskern mit Dorfanger und äußeren Grünflächen (zwischen Allee der Kosmonauten, Blenheimstraße, Landsberger Allee, Rebhuhnweg) Baudenkmale siehe: Alt-Marzahn 21; 22; 24; 26; 27; 30A; 31; 32; 35; 42; 45; 49; 51; 53; 57; 61; 62; 63; 66; Dorfkirche; Kriegerdenkmal | 09080503 – Alt-Marzahn 40, Wohnhaus, um 1870, Umbau 1978                                                                                              | |
| 09080484 | Alt-Marzahn 16–16C, 18–32, 35, 38–58, 62–64A, 66–70 Blenheimstraße 65/67 Rebhuhnweg 11/13, 25/29, 33 (Lage) | Ortskern mit Dorfanger und äußeren Grünflächen (zwischen Allee der Kosmonauten, Blenheimstraße, Landsberger Allee, Rebhuhnweg) Baudenkmale siehe: Alt-Marzahn 21; 22; 24; 26; 27; 30A; 31; 32; 35; 42; 45; 49; 51; 53; 57; 61; 62; 63; 66; Dorfkirche; Kriegerdenkmal | Stallung | |
| 09080484 | Alt-Marzahn 16–16C, 18–32, 35, 38–58, 62–64A, 66–70 Blenheimstraße 65/67 Rebhuhnweg 11/13, 25/29, 33 (Lage) | Ortskern mit Dorfanger und äußeren Grünflächen (zwischen Allee der Kosmonauten, Blenheimstraße, Landsberger Allee, Rebhuhnweg) Baudenkmale siehe: Alt-Marzahn 21; 22; 24; 26; 27; 30A; 31; 32; 35; 42; 45; 49; 51; 53; 57; 61; 62; 63; 66; Dorfkirche; Kriegerdenkmal | 09080505 – Alt-Marzahn 44/46, Wohnhaus, um 1850, Umbau 1985                                                                                           | |
| 09080484 | Alt-Marzahn 16–16C, 18–32, 35, 38–58, 62–64A, 66–70 Blenheimstraße 65/67 Rebhuhnweg 11/13, 25/29, 33 (Lage) | Ortskern mit Dorfanger und äußeren Grünflächen (zwischen Allee der Kosmonauten, Blenheimstraße, Landsberger Allee, Rebhuhnweg) Baudenkmale siehe: Alt-Marzahn 21; 22; 24; 26; 27; 30A; 31; 32; 35; 42; 45; 49; 51; 53; 57; 61; 62; 63; 66; Dorfkirche; Kriegerdenkmal | Nebengebäude | |
| 09080484 | Alt-Marzahn 16–16C, 18–32, 35, 38–58, 62–64A, 66–70 Blenheimstraße 65/67 Rebhuhnweg 11/13, 25/29, 33 (Lage) | Ortskern mit Dorfanger und äußeren Grünflächen (zwischen Allee der Kosmonauten, Blenheimstraße, Landsberger Allee, Rebhuhnweg) Baudenkmale siehe: Alt-Marzahn 21; 22; 24; 26; 27; 30A; 31; 32; 35; 42; 45; 49; 51; 53; 57; 61; 62; 63; 66; Dorfkirche; Kriegerdenkmal | 09080507 – Alt-Marzahn 47–47B, Wohnhaus, nach 1870 | |
| 09080484 | Alt-Marzahn 16–16C, 18–32, 35, 38–58, 62–64A, 66–70 Blenheimstraße 65/67 Rebhuhnweg 11/13, 25/29, 33 (Lage) | Ortskern mit Dorfanger und äußeren Grünflächen (zwischen Allee der Kosmonauten, Blenheimstraße, Landsberger Allee, Rebhuhnweg) Baudenkmale siehe: Alt-Marzahn 21; 22; 24; 26; 27; 30A; 31; 32; 35; 42; 45; 49; 51; 53; 57; 61; 62; 63; 66; Dorfkirche; Kriegerdenkmal | Nebengebäude und Stallung | |
| 09080484 | Alt-Marzahn 16–16C, 18–32, 35, 38–58, 62–64A, 66–70 Blenheimstraße 65/67 Rebhuhnweg 11/13, 25/29, 33 (Lage) | Ortskern mit Dorfanger und äußeren Grünflächen (zwischen Allee der Kosmonauten, Blenheimstraße, Landsberger Allee, Rebhuhnweg) Baudenkmale siehe: Alt-Marzahn 21; 22; 24; 26; 27; 30A; 31; 32; 35; 42; 45; 49; 51; 53; 57; 61; 62; 63; 66; Dorfkirche; Kriegerdenkmal | 09080508 – Alt-Marzahn 48/50, Wohnhaus, Wiederaufbau 1985                                                                                             | |
| 09080484 | Alt-Marzahn 16–16C, 18–32, 35, 38–58, 62–64A, 66–70 Blenheimstraße 65/67 Rebhuhnweg 11/13, 25/29, 33 (Lage) | Ortskern mit Dorfanger und äußeren Grünflächen (zwischen Allee der Kosmonauten, Blenheimstraße, Landsberger Allee, Rebhuhnweg) Baudenkmale siehe: Alt-Marzahn 21; 22; 24; 26; 27; 30A; 31; 32; 35; 42; 45; 49; 51; 53; 57; 61; 62; 63; 66; Dorfkirche; Kriegerdenkmal | Nebengebäude | |
| 09080484 | Alt-Marzahn 16–16C, 18–32, 35, 38–58, 62–64A, 66–70 Blenheimstraße 65/67 Rebhuhnweg 11/13, 25/29, 33 (Lage) | Ortskern mit Dorfanger und äußeren Grünflächen (zwischen Allee der Kosmonauten, Blenheimstraße, Landsberger Allee, Rebhuhnweg) Baudenkmale siehe: Alt-Marzahn 21; 22; 24; 26; 27; 30A; 31; 32; 35; 42; 45; 49; 51; 53; 57; 61; 62; 63; 66; Dorfkirche; Kriegerdenkmal | 09080511 – Alt-Marzahn 52, Wohnhaus, um 1870 | |
| 09080484 | Alt-Marzahn 16–16C, 18–32, 35, 38–58, 62–64A, 66–70 Blenheimstraße 65/67 Rebhuhnweg 11/13, 25/29, 33 (Lage) | Ortskern mit Dorfanger und äußeren Grünflächen (zwischen Allee der Kosmonauten, Blenheimstraße, Landsberger Allee, Rebhuhnweg) Baudenkmale siehe: Alt-Marzahn 21; 22; 24; 26; 27; 30A; 31; 32; 35; 42; 45; 49; 51; 53; 57; 61; 62; 63; 66; Dorfkirche; Kriegerdenkmal | 09080513 – Alt-Marzahn 54, Wohnhaus, Wiederherstellung 1985                                                                                           | |
| 09080484 | Alt-Marzahn 16–16C, 18–32, 35, 38–58, 62–64A, 66–70 Blenheimstraße 65/67 Rebhuhnweg 11/13, 25/29, 33 (Lage) | Ortskern mit Dorfanger und äußeren Grünflächen (zwischen Allee der Kosmonauten, Blenheimstraße, Landsberger Allee, Rebhuhnweg) Baudenkmale siehe: Alt-Marzahn 21; 22; 24; 26; 27; 30A; 31; 32; 35; 42; 45; 49; 51; 53; 57; 61; 62; 63; 66; Dorfkirche; Kriegerdenkmal | 09080514 – Alt-Marzahn 55, Bibliothek, um 1985 | |
| 09080484 | Alt-Marzahn 16–16C, 18–32, 35, 38–58, 62–64A, 66–70 Blenheimstraße 65/67 Rebhuhnweg 11/13, 25/29, 33 (Lage) | Ortskern mit Dorfanger und äußeren Grünflächen (zwischen Allee der Kosmonauten, Blenheimstraße, Landsberger Allee, Rebhuhnweg) Baudenkmale siehe: Alt-Marzahn 21; 22; 24; 26; 27; 30A; 31; 32; 35; 42; 45; 49; 51; 53; 57; 61; 62; 63; 66; Dorfkirche; Kriegerdenkmal | 09080515 – Alt-Marzahn 56, Wohnhaus, Wiederherstellung um 1985                                                                                        | |
| 09080484 | Alt-Marzahn 16–16C, 18–32, 35, 38–58, 62–64A, 66–70 Blenheimstraße 65/67 Rebhuhnweg 11/13, 25/29, 33 (Lage) | Ortskern mit Dorfanger und äußeren Grünflächen (zwischen Allee der Kosmonauten, Blenheimstraße, Landsberger Allee, Rebhuhnweg) Baudenkmale siehe: Alt-Marzahn 21; 22; 24; 26; 27; 30A; 31; 32; 35; 42; 45; 49; 51; 53; 57; 61; 62; 63; 66; Dorfkirche; Kriegerdenkmal | 09085702 – Alt-Marzahn 58, Wohnhaus, Wiederherstellung um 1985 Im Erdgeschoss befindet sich ein Bistro, betrieben von der Marzahner Fleischerei Genz. | |
| 09080484 | Alt-Marzahn 16–16C, 18–32, 35, 38–58, 62–64A, 66–70 Blenheimstraße 65/67 Rebhuhnweg 11/13, 25/29, 33 (Lage) | Ortskern mit Dorfanger und äußeren Grünflächen (zwischen Allee der Kosmonauten, Blenheimstraße, Landsberger Allee, Rebhuhnweg) Baudenkmale siehe: Alt-Marzahn 21; 22; 24; 26; 27; 30A; 31; 32; 35; 42; 45; 49; 51; 53; 57; 61; 62; 63; 66; Dorfkirche; Kriegerdenkmal | 09080517 – Alt-Marzahn 59, Wohnhaus, um 1870 | |
| 09080484 | Alt-Marzahn 16–16C, 18–32, 35, 38–58, 62–64A, 66–70 Blenheimstraße 65/67 Rebhuhnweg 11/13, 25/29, 33 (Lage) | Ortskern mit Dorfanger und äußeren Grünflächen (zwischen Allee der Kosmonauten, Blenheimstraße, Landsberger Allee, Rebhuhnweg) Baudenkmale siehe: Alt-Marzahn 21; 22; 24; 26; 27; 30A; 31; 32; 35; 42; 45; 49; 51; 53; 57; 61; 62; 63; 66; Dorfkirche; Kriegerdenkmal | Scheune | |
| 09080484 | Alt-Marzahn 16–16C, 18–32, 35, 38–58, 62–64A, 66–70 Blenheimstraße 65/67 Rebhuhnweg 11/13, 25/29, 33 (Lage) | Ortskern mit Dorfanger und äußeren Grünflächen (zwischen Allee der Kosmonauten, Blenheimstraße, Landsberger Allee, Rebhuhnweg) Baudenkmale siehe: Alt-Marzahn 21; 22; 24; 26; 27; 30A; 31; 32; 35; 42; 45; 49; 51; 53; 57; 61; 62; 63; 66; Dorfkirche; Kriegerdenkmal | 09080521 – Alt-Marzahn 64, Wohnhaus und Feuerwache, 1912                                                                                              | |
| 09080484 | Alt-Marzahn 16–16C, 18–32, 35, 38–58, 62–64A, 66–70 Blenheimstraße 65/67 Rebhuhnweg 11/13, 25/29, 33 (Lage) | Ortskern mit Dorfanger und äußeren Grünflächen (zwischen Allee der Kosmonauten, Blenheimstraße, Landsberger Allee, Rebhuhnweg) Baudenkmale siehe: Alt-Marzahn 21; 22; 24; 26; 27; 30A; 31; 32; 35; 42; 45; 49; 51; 53; 57; 61; 62; 63; 66; Dorfkirche; Kriegerdenkmal | ehem. Spritzenhaus | |
| 09080484 | Alt-Marzahn 16–16C, 18–32, 35, 38–58, 62–64A, 66–70 Blenheimstraße 65/67 Rebhuhnweg 11/13, 25/29, 33 (Lage) | Ortskern mit Dorfanger und äußeren Grünflächen (zwischen Allee der Kosmonauten, Blenheimstraße, Landsberger Allee, Rebhuhnweg) Baudenkmale siehe: Alt-Marzahn 21; 22; 24; 26; 27; 30A; 31; 32; 35; 42; 45; 49; 51; 53; 57; 61; 62; 63; 66; Dorfkirche; Kriegerdenkmal | 09080523 – Alt-Marzahn 67, Wohnhaus, um 1850 | |
| 09080484 | Alt-Marzahn 16–16C, 18–32, 35, 38–58, 62–64A, 66–70 Blenheimstraße 65/67 Rebhuhnweg 11/13, 25/29, 33 (Lage) | Ortskern mit Dorfanger und äußeren Grünflächen (zwischen Allee der Kosmonauten, Blenheimstraße, Landsberger Allee, Rebhuhnweg) Baudenkmale siehe: Alt-Marzahn 21; 22; 24; 26; 27; 30A; 31; 32; 35; 42; 45; 49; 51; 53; 57; 61; 62; 63; 66; Dorfkirche; Kriegerdenkmal | Seitengebäudemerler | |
| 09080484 | Alt-Marzahn 16–16C, 18–32, 35, 38–58, 62–64A, 66–70 Blenheimstraße 65/67 Rebhuhnweg 11/13, 25/29, 33 (Lage) | Ortskern mit Dorfanger und äußeren Grünflächen (zwischen Allee der Kosmonauten, Blenheimstraße, Landsberger Allee, Rebhuhnweg) Baudenkmale siehe: Alt-Marzahn 21; 22; 24; 26; 27; 30A; 31; 32; 35; 42; 45; 49; 51; 53; 57; 61; 62; 63; 66; Dorfkirche; Kriegerdenkmal | 09080524 – Alt-Marzahn 69, Wohnhaus, um 1870; Umbau um 1985                                                                                           | |
| 09080484 | Alt-Marzahn 16–16C, 18–32, 35, 38–58, 62–64A, 66–70 Blenheimstraße 65/67 Rebhuhnweg 11/13, 25/29, 33 (Lage) | Ortskern mit Dorfanger und äußeren Grünflächen (zwischen Allee der Kosmonauten, Blenheimstraße, Landsberger Allee, Rebhuhnweg) Baudenkmale siehe: Alt-Marzahn 21; 22; 24; 26; 27; 30A; 31; 32; 35; 42; 45; 49; 51; 53; 57; 61; 62; 63; 66; Dorfkirche; Kriegerdenkmal | Quer- und Seitengebäude | |
| 09045525 | Zur Alten Börse 40–45, 46–50, 52/56, 55, 57D/61, 68, 70, 71, 73, 77/79, 81 Merler Weg 1 (Lage)              | Magerviehhof Friedrichsfelde Gesamtanlagen siehe: Merler Weg 1 Zur Alten Börse 40-45..., 52/56... | Umfassungsmauern, Erschließungsstraße mit Lindenallee und Rampenanlage, Gleisanlagen, Verladerampen- und Schuppen, 1900–1907, 1920–1932               | Umfassungsmauern, Erschließungsstraße mit Lindenallee und Rampenanlage, Gleisanlagen, Verladerampen- und Schuppen, 1900–1907, 1920–1932 |
| 09045525 | Zur Alten Börse 40–45, 46–50, 52/56, 55, 57D/61, 68, 70, 71, 73, 77/79, 81 Merler Weg 1 (Lage)              | Magerviehhof Friedrichsfelde Gesamtanlagen siehe: Merler Weg 1 Zur Alten Börse 40-45..., 52/56... | Weiterer Bestandteil des Ensembles: | |
| 09045525 | Zur Alten Börse 40–45, 46–50, 52/56, 55, 57D/61, 68, 70, 71, 73, 77/79, 81 Merler Weg 1 (Lage)              | Magerviehhof Friedrichsfelde Gesamtanlagen siehe: Merler Weg 1 Zur Alten Börse 40-45..., 52/56... | 09080528 – Zur Alten Börse 47, 49, 55, 57F, 71, 73, Verladerampen an der Industriebahn                                                                | |
| 09045525 | Zur Alten Börse 40–45, 46–50, 52/56, 55, 57D/61, 68, 70, 71, 73, 77/79, 81 Merler Weg 1 (Lage)              | Magerviehhof Friedrichsfelde Gesamtanlagen siehe: Merler Weg 1 Zur Alten Börse 40-45..., 52/56... | Ehemalige Bestandteile des Ensembles: | |
| 09045525 | Zur Alten Börse 40–45, 46–50, 52/56, 55, 57D/61, 68, 70, 71, 73, 77/79, 81 Merler Weg 1 (Lage)              | Magerviehhof Friedrichsfelde Gesamtanlagen siehe: Merler Weg 1 Zur Alten Börse 40-45..., 52/56... | 09080525 – Marzahner Chaussee 51, Börse, 1901–1903 | |
| 09045525 | Zur Alten Börse 40–45, 46–50, 52/56, 55, 57D/61, 68, 70, 71, 73, 77/79, 81 Merler Weg 1 (Lage)              | Magerviehhof Friedrichsfelde Gesamtanlagen siehe: Merler Weg 1 Zur Alten Börse 40-45..., 52/56... | 09080526 – Marzahner Chaussee 51, Verladestation, um 1910                                                                                             | |
| 09045525 | Zur Alten Börse 40–45, 46–50, 52/56, 55, 57D/61, 68, 70, 71, 73, 77/79, 81 Merler Weg 1 (Lage)              | Magerviehhof Friedrichsfelde Gesamtanlagen siehe: Merler Weg 1 Zur Alten Börse 40-45..., 52/56... | 09080527 – Marzahner Chaussee 51, Einfriedungen | |
| 09045525 | Zur Alten Börse 40–45, 46–50, 52/56, 55, 57D/61, 68, 70, 71, 73, 77/79, 81 Merler Weg 1 (Lage)              | Magerviehhof Friedrichsfelde Gesamtanlagen siehe: Merler Weg 1 Zur Alten Börse 40-45..., 52/56... | 09097807 – Beilsteiner Straße, Verladestation, 1901–1903                                                                                              | |

## Denkmalbereiche (Gesamtanlagen)
| Nr.      | Lage                                                            | Offizielle Bezeichnung                                                                                                  | Beschreibung | Bild |
| -------- | --------------------------------------------------------------- | --- | --- | --- |
| 09045524 | Ahrensfelder Chaussee 162 (Lage)                                | S-Bahnhof Ahrensfelde, Bahnhofsanlage mit Bahnhofsgebäude, Wohnhäusern und Nebengebäuden                                | ehemaliges Empfangsgebäude, um 1900–1910 | |
| 09045524 | Ahrensfelder Chaussee 162 (Lage)                                | S-Bahnhof Ahrensfelde, Bahnhofsanlage mit Bahnhofsgebäude, Wohnhäusern und Nebengebäuden                                | Bahnwärterhaus | |
| 09045524 | Ahrensfelder Chaussee 162 (Lage)                                | S-Bahnhof Ahrensfelde, Bahnhofsanlage mit Bahnhofsgebäude, Wohnhäusern und Nebengebäuden                                | Wohnhaus mit Remise | |
| 09045524 | Ahrensfelder Chaussee 162 (Lage)                                | S-Bahnhof Ahrensfelde, Bahnhofsanlage mit Bahnhofsgebäude, Wohnhäusern und Nebengebäuden                                | Wohnhaus | |
| 09045529 | Georg-Knorr-Straße 4 Wiesenburger Weg (Lage)                    | Fa. Hasse & Wrede | Hauptgebäude, 1940–1942 vom Baustab Albert Speer | |
| 09045529 | Georg-Knorr-Straße 4 Wiesenburger Weg (Lage)                    | Fa. Hasse & Wrede | Umfassungsmauer mit Freiflächen | |
| 09045529 | Georg-Knorr-Straße 4 Wiesenburger Weg (Lage)                    | Fa. Hasse & Wrede | Eingangsbauten West | |
| 09045529 | Georg-Knorr-Straße 4 Wiesenburger Weg (Lage)                    | Fa. Hasse & Wrede | Eingangsbau Ost | |
| 09045529 | Georg-Knorr-Straße 4 Wiesenburger Weg (Lage)                    | Fa. Hasse & Wrede | Gebäude I der Hauptmechanik | |
| 09045529 | Georg-Knorr-Straße 4 Wiesenburger Weg (Lage)                    | Fa. Hasse & Wrede | Gebäude II der Hauptmechanik | |
| 09045529 | Georg-Knorr-Straße 4 Wiesenburger Weg (Lage)                    | Fa. Hasse & Wrede | Zentrales Werkstattgebäude mit Tankstelle | |
| 09045529 | Georg-Knorr-Straße 4 Wiesenburger Weg (Lage)                    | Fa. Hasse & Wrede | Garagenbogen | |
| 09040630 | Landsberger Allee 378A Alte Rhinstraße 11 (Lage)                | Institut „Prüffeld für elektrische Hochleistungstechnik“ Berlin                                                         | 1956–1966 durch Egon Mahnkopf, Horst Stelzer, Hans Kagelmann (Architekten) und Helmut Lissner (Statik) des VEB Industrieprojektierung Berlin I (IPRO Berlin) | 1956–1966 durch Egon Mahnkopf, Horst Stelzer, Hans Kagelmann (Architekten) und Helmut Lissner (Statik) des VEB Industrieprojektierung Berlin I (IPRO Berlin) |
| 09040630 | Landsberger Allee 378A Alte Rhinstraße 11 (Lage)                | Institut „Prüffeld für elektrische Hochleistungstechnik“ Berlin                                                         | Pförtnergebäude und Einfahrt | |
| 09040630 | Landsberger Allee 378A Alte Rhinstraße 11 (Lage)                | Institut „Prüffeld für elektrische Hochleistungstechnik“ Berlin                                                         | Betriebsleitung | |
| 09040630 | Landsberger Allee 378A Alte Rhinstraße 11 (Lage)                | Institut „Prüffeld für elektrische Hochleistungstechnik“ Berlin                                                         | Sozialgebäude | |
| 09040630 | Landsberger Allee 378A Alte Rhinstraße 11 (Lage)                | Institut „Prüffeld für elektrische Hochleistungstechnik“ Berlin                                                         | Zentrallabor | |
| 09040630 | Landsberger Allee 378A Alte Rhinstraße 11 (Lage)                | Institut „Prüffeld für elektrische Hochleistungstechnik“ Berlin                                                         | Maschinenhaus | |
| 09040630 | Landsberger Allee 378A Alte Rhinstraße 11 (Lage)                | Institut „Prüffeld für elektrische Hochleistungstechnik“ Berlin                                                         | Umspannwerk | |
| 09040630 | Landsberger Allee 378A Alte Rhinstraße 11 (Lage)                | Institut „Prüffeld für elektrische Hochleistungstechnik“ Berlin                                                         | Niederspannungsprüffeld | |
| 09040630 | Landsberger Allee 378A Alte Rhinstraße 11 (Lage)                | Institut „Prüffeld für elektrische Hochleistungstechnik“ Berlin                                                         | Hochspannungs- und Hochleistungsprüffeld | |
| 09040630 | Landsberger Allee 378A Alte Rhinstraße 11 (Lage)                | Institut „Prüffeld für elektrische Hochleistungstechnik“ Berlin                                                         | Schaltwarte mit Wartenanbau | |
| 09040630 | Landsberger Allee 378A Alte Rhinstraße 11 (Lage)                | Institut „Prüffeld für elektrische Hochleistungstechnik“ Berlin                                                         | Beobachtungshaus | |
| 09040630 | Landsberger Allee 378A Alte Rhinstraße 11 (Lage)                | Institut „Prüffeld für elektrische Hochleistungstechnik“ Berlin                                                         | Versandhalle | |
| 09040630 | Landsberger Allee 378A Alte Rhinstraße 11 (Lage)                | Institut „Prüffeld für elektrische Hochleistungstechnik“ Berlin                                                         | Heizhaus mit Schornstein | |
| 09040630 | Landsberger Allee 378A Alte Rhinstraße 11 (Lage)                | Institut „Prüffeld für elektrische Hochleistungstechnik“ Berlin                                                         | PKW-Garagen | |
| 09040630 | Landsberger Allee 378A Alte Rhinstraße 11 (Lage)                | Institut „Prüffeld für elektrische Hochleistungstechnik“ Berlin                                                         | Werkstattgebäude | |
| 09040630 | Landsberger Allee 378A Alte Rhinstraße 11 (Lage)                | Institut „Prüffeld für elektrische Hochleistungstechnik“ Berlin                                                         | Außenanlagen | |
| 09045528 | Merler Weg 1 (Lage)                                             | Seuchenhof des Magerviehhofs Friedrichsfelde Bestandteil des Ensembles: Magerviehhof Friedrichsfelde                    | Schlachthaus, 1900–1903 | |
| 09045528 | Merler Weg 1 (Lage)                                             | Seuchenhof des Magerviehhofs Friedrichsfelde Bestandteil des Ensembles: Magerviehhof Friedrichsfelde                    | Rindviehstall, 1900–1903 | |
| 09045528 | Merler Weg 1 (Lage)                                             | Seuchenhof des Magerviehhofs Friedrichsfelde Bestandteil des Ensembles: Magerviehhof Friedrichsfelde                    | Maschinenhaus, 1905–1907 | |
| 09045526 | Zur Alten Börse 40–45, 46/50 (Lage)                             | Rindviehmarkt und Pferdemarkt des Magerviehhofs Friedrichsfelde Bestandteil des Ensembles: Magerviehhof Friedrichsfelde | Großer Rinderstall und Wolllagerauktion im OG, 1900–1903, Umbau 1930                                                                                         | |
| 09045526 | Zur Alten Börse 40–45, 46/50 (Lage)                             | Rindviehmarkt und Pferdemarkt des Magerviehhofs Friedrichsfelde Bestandteil des Ensembles: Magerviehhof Friedrichsfelde | Pförtnerhaus, 1905–1907 | |
| 09045526 | Zur Alten Börse 40–45, 46/50 (Lage)                             | Rindviehmarkt und Pferdemarkt des Magerviehhofs Friedrichsfelde Bestandteil des Ensembles: Magerviehhof Friedrichsfelde | Betonbogenbrücke, um 1903 | |
| 09045526 | Zur Alten Börse 40–45, 46/50 (Lage)                             | Rindviehmarkt und Pferdemarkt des Magerviehhofs Friedrichsfelde Bestandteil des Ensembles: Magerviehhof Friedrichsfelde | Umfassungsmauer, 1905–1907 | |
| 09045526 | Zur Alten Börse 40–45, 46/50 (Lage)                             | Rindviehmarkt und Pferdemarkt des Magerviehhofs Friedrichsfelde Bestandteil des Ensembles: Magerviehhof Friedrichsfelde | Auffahrtsallee, 1905–1907 | |
| 09045526 | Zur Alten Börse 40–45, 46/50 (Lage)                             | Rindviehmarkt und Pferdemarkt des Magerviehhofs Friedrichsfelde Bestandteil des Ensembles: Magerviehhof Friedrichsfelde | Verwaltungsgebäude, um 1930 | |
| 09045526 | Zur Alten Börse 40–45, 46/50 (Lage)                             | Rindviehmarkt und Pferdemarkt des Magerviehhofs Friedrichsfelde Bestandteil des Ensembles: Magerviehhof Friedrichsfelde | Torbauten, um 1930 | |
| 09045527 | Zur Alten Börse 52/56, 57D/61, 68, 70, 71, 73, 77/79, 81 (Lage) | Schweinemarkt und Schafmarkt des Magerviehhofs Friedrichsfelde Bestandteil des Ensembles: Magerviehhof Friedrichsfelde  | Börse, 1900–1903 | |
| 09045527 | Zur Alten Börse 52/56, 57D/61, 68, 70, 71, 73, 77/79, 81 (Lage) | Schweinemarkt und Schafmarkt des Magerviehhofs Friedrichsfelde Bestandteil des Ensembles: Magerviehhof Friedrichsfelde  | Beamtenwohnhaus, 1900–1903 | |
| 09045527 | Zur Alten Börse 52/56, 57D/61, 68, 70, 71, 73, 77/79, 81 (Lage) | Schweinemarkt und Schafmarkt des Magerviehhofs Friedrichsfelde Bestandteil des Ensembles: Magerviehhof Friedrichsfelde  | Schweinestall, 1900–1903 | |
| 09045527 | Zur Alten Börse 52/56, 57D/61, 68, 70, 71, 73, 77/79, 81 (Lage) | Schweinemarkt und Schafmarkt des Magerviehhofs Friedrichsfelde Bestandteil des Ensembles: Magerviehhof Friedrichsfelde  | Dienstwohnhaus, 1905–1907 | |
| 09045527 | Zur Alten Börse 52/56, 57D/61, 68, 70, 71, 73, 77/79, 81 (Lage) | Schweinemarkt und Schafmarkt des Magerviehhofs Friedrichsfelde Bestandteil des Ensembles: Magerviehhof Friedrichsfelde  | Wärterhäuschen und Verladestation, 1905–1907 | |
| 09045527 | Zur Alten Börse 52/56, 57D/61, 68, 70, 71, 73, 77/79, 81 (Lage) | Schweinemarkt und Schafmarkt des Magerviehhofs Friedrichsfelde Bestandteil des Ensembles: Magerviehhof Friedrichsfelde  | Kontorhäuschen, 1905–1907 | |
| 09045527 | Zur Alten Börse 52/56, 57D/61, 68, 70, 71, 73, 77/79, 81 (Lage) | Schweinemarkt und Schafmarkt des Magerviehhofs Friedrichsfelde Bestandteil des Ensembles: Magerviehhof Friedrichsfelde  | Neues Wolllagerhaus, 1920er Jahre | |

## Baudenkmale
| Nr.      | Lage                         | Offizielle Bezeichnung                                                                            | Beschreibung | Bild                                        |
| -------- | ---------------------------- | ------------------------------------------------------------------------------------------------- | --- | ------------------------------------------- |
| 09080485 | Alt-Marzahn (Lage)           | Dorfkirche Bestandteil des Ensembles: Ortskern Alt-Marzahn                                        | 1870–1871 von Friedrich August Stüler und Adolf Brückner |                                             |
| 09080485 | Alt-Marzahn (Lage)           | Dorfkirche Bestandteil des Ensembles: Ortskern Alt-Marzahn                                        | Taufe aus Sandstein um 1620 |                                             |
| 09080486 | Alt-Marzahn (Lage)           | Kriegerdenkmal Bestandteil des Ensembles: Ortskern Alt-Marzahn                                    | 1924 |                                             |
| 09080488 | Alt-Marzahn 21 (Lage)        | Wohnhaus mit Stallungen Bestandteil des Ensembles: Ortskern Alt-Marzahn                           | Wohnhaus, 1833 von Rückert |                                             |
| 09080488 | Alt-Marzahn 21 (Lage)        | Wohnhaus mit Stallungen Bestandteil des Ensembles: Ortskern Alt-Marzahn                           | Stallungen |                                             |
| 09080489 | Alt-Marzahn 22 (Lage)        | Scheune, Speicher und Stallungen Bestandteil des Ensembles: Ortskern Alt-Marzahn                  | nach 1850 |                                             |
| 09080492 | Alt-Marzahn 24 (Lage)        | Wohnhaus Bestandteil des Ensembles: Ortskern Alt-Marzahn                                          | nach 1850 |                                             |
| 09080492 | Alt-Marzahn 24 (Lage)        | Wohnhaus Bestandteil des Ensembles: Ortskern Alt-Marzahn                                          | Scheune und Stallungen |                                             |
| 09080494 | Alt-Marzahn 26 (Lage)        | Wohnhaus Bestandteil des Ensembles: Ortskern Alt-Marzahn                                          | um 1800 |                                             |
| 09080494 | Alt-Marzahn 26 (Lage)        | Wohnhaus Bestandteil des Ensembles: Ortskern Alt-Marzahn                                          | Seitengebäude |                                             |
| 09080495 | Alt-Marzahn 27 (Lage)        | Wohnhaus mit Stallungen Bestandteil des Ensembles: Ortskern Alt-Marzahn                           | Wohnhaus, 1833 |                                             |
| 09080495 | Alt-Marzahn 27 (Lage)        | Wohnhaus mit Stallungen Bestandteil des Ensembles: Ortskern Alt-Marzahn                           | Stallungen, um 1890 |                                             |
| 09080497 | Alt-Marzahn 30A (Lage)       | Stallung und Scheune Bestandteil des Ensembles: Ortskern Alt-Marzahn                              | um 1895 |                                             |
| 09080498 | Alt-Marzahn 31 (Lage)        | Wohnhaus Bestandteil des Ensembles: Ortskern Alt-Marzahn                                          | um 1870, Wiederherstellung, um 1985 |                                             |
| 09080499 | Alt-Marzahn 32 (Lage)        | Wohnhaus Bestandteil des Ensembles: Ortskern Alt-Marzahn                                          | um 1850 |                                             |
| 09080499 | Alt-Marzahn 32 (Lage)        | Wohnhaus Bestandteil des Ensembles: Ortskern Alt-Marzahn                                          | Stallung |                                             |
| 09080500 | Alt-Marzahn 35 (Lage)        | Wohnhaus Bestandteil des Ensembles: Ortskern Alt-Marzahn                                          | 1833 von Rückert |                                             |
| 09080500 | Alt-Marzahn 35 (Lage)        | Wohnhaus Bestandteil des Ensembles: Ortskern Alt-Marzahn                                          | Wirtschaftsgebäude, um 1879 und um 1930, Wiederherstellung um 1985 |                                             |
| 09080504 | Alt-Marzahn 42 (Lage)        | Wohnhaus Bestandteil des Ensembles: Ortskern Alt-Marzahn                                          | um 1855 |                                             |
| 09080504 | Alt-Marzahn 42 (Lage)        | Wohnhaus Bestandteil des Ensembles: Ortskern Alt-Marzahn                                          | Stallung |                                             |
| 09080506 | Alt-Marzahn 45 (Lage)        | Bauernhof mit Wohnhaus Bestandteil des Ensembles: Ortskern Alt-Marzahn                            | Wohnhaus, 1833 von Rückert |                                             |
| 09080506 | Alt-Marzahn 45 (Lage)        | Bauernhof mit Wohnhaus Bestandteil des Ensembles: Ortskern Alt-Marzahn                            | zweites Wohnhaus um 1873 |                                             |
| 09080506 | Alt-Marzahn 45 (Lage)        | Bauernhof mit Wohnhaus Bestandteil des Ensembles: Ortskern Alt-Marzahn                            | Brunnen, 1833 |                                             |
| 09080506 | Alt-Marzahn 45 (Lage)        | Bauernhof mit Wohnhaus Bestandteil des Ensembles: Ortskern Alt-Marzahn                            | Gewächshaus, um 1930 |                                             |
| 09080506 | Alt-Marzahn 45 (Lage)        | Bauernhof mit Wohnhaus Bestandteil des Ensembles: Ortskern Alt-Marzahn                            | nördliche Einfriedung, um 1930 |                                             |
| 09080506 | Alt-Marzahn 45 (Lage)        | Bauernhof mit Wohnhaus Bestandteil des Ensembles: Ortskern Alt-Marzahn                            | Stallgebäude, 1941 |                                             |
| 09080509 | Alt-Marzahn 49 (Lage)        | Gaststätte mit Saalbau Bestandteil des Ensembles: Ortskern Alt-Marzahn                            | 1906, falsch, die Denkmalbehörde wurde im Okt. 2024 informiert; richtig: 1811 siehe Bild hier drunter |                                             |
| 09080509 | Alt-Marzahn 49 (Lage)        | Gaststätte mit Saalbau Bestandteil des Ensembles: Ortskern Alt-Marzahn                            | Inneneinrichtung: historische Balkenelemente; u. a. mit der eingebrannten Jahreszahl 1811 | Türbalken mit Jahreszahl "1811" im Gastraum |
| 09080510 | Alt-Marzahn 51 (Lage)        | ehemalige Dorfschule Bestandteil des Ensembles: Ortskern Alt-Marzahn                              | 1911–1912 von Paul Tarruhn |                                             |
| 09080512 | Alt-Marzahn 53 (Lage)        | Hofanlage mit Wohnhaus, Seitengebäude und Scheune Bestandteil des Ensembles: Ortskern Alt-Marzahn | Wohnhaus, nach 1870, Sanierung durch VEB BMK Ingenieurhochbau Berlin, 1986 |                                             |
| 09080512 | Alt-Marzahn 53 (Lage)        | Hofanlage mit Wohnhaus, Seitengebäude und Scheune Bestandteil des Ensembles: Ortskern Alt-Marzahn | Seitengebäude und Scheune |                                             |
| 09080516 | Alt-Marzahn 57 (Lage)        | Wohnhaus mit Stallung Bestandteil des Ensembles: Ortskern Alt-Marzahn                             | 1833 |                                             |
| 09080516 | Alt-Marzahn 57 (Lage)        | Wohnhaus mit Stallung Bestandteil des Ensembles: Ortskern Alt-Marzahn                             | Stallung |                                             |
| 09080518 | Alt-Marzahn 61 (Lage)        | Pfarrhaus Bestandteil des Ensembles: Ortskern Alt-Marzahn                                         | um 1830 |                                             |
| 09080519 | Alt-Marzahn 62 (Lage)        | Wohnhaus mit Scheune und Stallung Bestandteil des Ensembles: Ortskern Alt-Marzahn                 | um 1820 |                                             |
| 09080519 | Alt-Marzahn 62 (Lage)        | Wohnhaus mit Scheune und Stallung Bestandteil des Ensembles: Ortskern Alt-Marzahn                 | Scheune und Stallung |                                             |
| 09080520 | Alt-Marzahn 63 (Lage)        | Wohnhaus mit Scheune und Stallung Bestandteil des Ensembles: Ortskern Alt-Marzahn                 | um 1820, seit den 1980er Jahren Tierhof Marzahn im Eigentum der Kommune |                                             |
| 09080520 | Alt-Marzahn 63 (Lage)        | Wohnhaus mit Scheune und Stallung Bestandteil des Ensembles: Ortskern Alt-Marzahn                 | Scheune und Stallung |                                             |
| 09080522 | Alt-Marzahn 66 (Lage)        | Wohnhaus Bestandteil des Ensembles: Ortskern Alt-Marzahn                                          | um 1860 |                                             |
| 09085212 | Helene-Weigel-Platz 8 (Lage) | Rathaus Marzahn & Bronzefiguren des Kaskadenbrunnens                                              | 1985–1988 von Generalplaner IHB, Wolf-R. Eisentraut, Karin Bock und Bernd Walther, Bronzefiguren erstellt 1990 von Rolf Biebl |                                             |
| 09045530 | Landsberger Allee 563 (Lage) | Wohnhaus mit Gedenkstätte 21. April 1945                                                          | um 1900; von 1991-2015 von der Erziehungs- und Familienberatung Marzahn-Hellersdorf genutzt Bemerkenswert ist das Giebel-Sgraffito, das vom Einmarsch der Roten Armee nach Berlin zum Ende des Zweiten Weltkriegs kündet (dt.: „Sieg“ [neben dem fünfzackigen Stern] und „nach Berlin“). Hier befand sich die Berliner Stadtgrenze. | BD LA 563                                   |
| 09045530 | Landsberger Allee 563 (Lage) | Wohnhaus mit Gedenkstätte 21. April 1945                                                          | Gedenkstätte 21. April 1945 |                                             |

## Gartendenkmale
| Nr.      | Lage                       | Offizielle Bezeichnung       | Beschreibung                                                                        | Bild |
| -------- | -------------------------- | ---------------------------- | ----------------------------------------------------------------------------------- | ---- |
| 09046582 | Wiesenburger Weg 10 (Lage) | Städtischer Friedhof Marzahn | Ehrenhain für Gefallene des I. Weltkrieges, um 1916                                 |      |
| 09046582 | Wiesenburger Weg 10 (Lage) | Städtischer Friedhof Marzahn | Gedenkstein Rote Matrosen, 1957                                                     |      |
| 09046582 | Wiesenburger Weg 10 (Lage) | Städtischer Friedhof Marzahn | Denkmal für die Opfer des II. Weltkrieges (Schwurhand), 1951–1952 von Erwin Kobbert |      |
| 09046582 | Wiesenburger Weg 10 (Lage) | Städtischer Friedhof Marzahn | Gedenkstätte für Opfer des Faschismus                                               |      |
| 09046582 | Wiesenburger Weg 10 (Lage) | Städtischer Friedhof Marzahn | Hauptallee, 1909                                                                    |      |
| 09046582 | Wiesenburger Weg 10 (Lage) | Städtischer Friedhof Marzahn | Sowjetischer Ehrenhain, 1958 von Erwin Kobbert und Johannes Mielenz                 |      |
| 09046582 | Wiesenburger Weg 10 (Lage) | Städtischer Friedhof Marzahn | Gedenkstein für die Sinti, 1986 von Jürgen Raue                                     |      |